# Aspicolpus clarus
Aspicolpus clarus är en stekelart som beskrevs av Charles Thomas Brues 1933. Aspicolpus clarus ingår i släktet Aspicolpus och familjen bracksteklar. Inga underarter finns listade.